# Apple Pay
Az Apple Pay az Apple Inc. mobilfizetéses és mobiltárca szolgáltatása, amely lehetővé teszi a felhasználók számára, hogy személyesen, az iOS-alkalmazásokban és az interneten fizessenek. Támogatja az iPhone-t, Apple Watch-ot, iPad-et és a Mac-et. Digitalizálja és helyettesítheti a hitel- vagy bankkártyád és így egy érintés nélküli terminálnál tudod használni. Az Apple Pay nem igényel Apple Pay-specifikus érintés nélküli terminálokat, bármelyik érintés nélküli terminálnál tudod használni. Ez nagyon hasonlít a sok országban használt érintés nélküli fizetéshez, az azonosítás Touch ID-val, Face ID-val, PIN-el vagy jelszóval működnek. A készülékek vezeték nélkül kommunikálnak a terminállal úgynevezett Near field communication-t (NFC) használva és egy beágyazott biztonságos elemmel (eSE) együtt, a fizetési adatok biztonságosan vannak tárolva.

## Elérhetőség

Az Apple Pay globális elérhetősége
Elérhető
Felfüggesztve (Oroszország)

| Dátum               | Ország                                                                               |
| ------------------- | ------------------------------------------------------------------------------------ |
| 2014. október 20.   | Egyesült Államok · (kivéve: Puerto Rico és az Amerikai Egyesült Államok külbirtokai) |
| 2015. július 14.    | Egyesült Királyság · (kivéve: Brit koronafüggőségek, Brit tengerentúli területek)    |
| 2015. november 17.  | Kanada                                                                               |
| 2015. november 19.  | Ausztrália                                                                           |
| 2016. február 18.   | Kína                                                                                 |
| 2016. április 19.   | Szingapúr                                                                            |
| 2016. július 7.     | Svájc                                                                                |
| 2016. július 19.    | Franciaország                                                                        |
| 2016. július 19.    | Monaco                                                                               |
| 2016. július 20.    | Hongkong                                                                             |
| 2016. október 4.    | Oroszország                                                                          |
| 2016. október 13.   | Új-Zéland                                                                            |
| 2016. október 25.   | Japán                                                                                |
| 2016. december 1.   | Spanyolország                                                                        |
| 2017. március 7.    | Guernsey                                                                             |
| 2017. március 7.    | Írország                                                                             |
| 2017. március 7.    | Man                                                                                  |
| 2017. március 7.    | Jersey                                                                               |
| 2017. március 29.   | Kínai Köztársaság                                                                    |
| 2017. május 17.     | Olaszország                                                                          |
| 2017. május 17.     | San Marino                                                                           |
| 2017. május 17.     | Vatikán                                                                              |
| 2017. október 24.   | Dánia                                                                                |
| 2017. október 24.   | Grönland                                                                             |
| 2017. október 24.   | Finnország                                                                           |
| 2017. október 24.   | Svédország                                                                           |
| 2017. október 24.   | Egyesült Arab Emírségek                                                              |
| 2018. április 4.    | Brazília                                                                             |
| 2018. május 17.     | Ukrajna                                                                              |
| 2018. június 19.    | Lengyelország                                                                        |
| 2018. június 20.    | Norvégia                                                                             |
| 2018. november 28.  | Kazahsztán                                                                           |
| 2018. november 28.  | Belgium                                                                              |
| 2018. december 11.  | Németország                                                                          |
| 2019. február 19.   | Csehország                                                                           |
| 2019. február 19.   | Szaúd-Arábia                                                                         |
| 2019. április 24.   | Ausztria                                                                             |
| 2019. május 8.      | Izland                                                                               |
| 2019. május 21.     | Magyarország                                                                         |
| 2019. május 21.     | Luxemburg                                                                            |
| 2019. június 11.    | Hollandia                                                                            |
| 2019. június 26.    | Bulgária                                                                             |
| 2019. június 26.    | Horvátország                                                                         |
| 2019. június 26.    | Ciprus · (kivéve: Észak-Ciprus)                                                      |
| 2019. június 26.    | Észtország                                                                           |
| 2019. június 26.    | Görögország                                                                          |
| 2019. június 26.    | Lettország                                                                           |
| 2019. június 26.    | Liechtenstein                                                                        |
| 2019. június 26.    | Litvánia                                                                             |
| 2019. június 26.    | Málta                                                                                |
| 2019. június 26.    | Portugália                                                                           |
| 2019. június 26.    | Románia                                                                              |
| 2019. június 26.    | Szlovákia                                                                            |
| 2019. június 26.    | Szlovénia                                                                            |
| 2019. július 2.     | Feröer                                                                               |
| 2019. augusztus 6.  | Makaó                                                                                |
| 2019. szeptember 3. | Grúzia                                                                               |
| 2019. november 19.  | Fehéroroszország                                                                     |
| 2020. január 28.    | Montenegró                                                                           |
| 2020. június 30.    | Szerbia                                                                              |
| 2021. február 23.   | Mexikó                                                                               |
| 2021. március 30.   | Dél-afrikai Köztársaság                                                              |
| 2021. május 5.      | Izrael                                                                               |
| 2021. augusztus 17. | Katar                                                                                |
| 2021. október 5.    | Bahrein                                                                              |
| 2021. október 5.    | Palesztina                                                                           |
| 2021. november 2.   | Azerbajdzsán                                                                         |
| 2021. november 2.   | Costa Rica                                                                           |
| 2021. november 2.   | Kolumbia                                                                             |
| 2022. január 18.    | Örményország                                                                         |
| 2022. március 15.   | Argentína                                                                            |
| 2022. március 15.   | Peru                                                                                 |
| 2022. április 5.    | Moldova                                                                              |